# Свиридоново (Московская область)
Свиридоново — деревня в городском округе Озёры Московской области России. Население — 17 чел. (2015).

## Население
| 1859 | 1905 | 2002 | 2006 | 2010 | 2015 |
| ---- | ---- | ---- | ---- | ---- | ---- |
| 99   | ↗195 | ↘16  | ↗18  | ↘12  | ↗17  |

## География
Расположена в южной части района, на правом берегу реки Оки, примерно в 5 км к юго-востоку от центра города Озёры. В деревне одна улица — Зелёная, зарегистрировано одно садовое товарищество. Ближайшие населённые пункты — деревня Каблучки и село Клишино.

## История
В «Списке населённых мест» 1862 года Спиридонова — владельческая деревня 1-го стана Зарайского уезда Рязанской губернии между Каширской дорогой и рекой Осётр, в 16 верстах от уездного города, при реке Оке, с 20 дворами и 99 жителями (50 мужчин, 49 женщин).
По данным 1905 года входила в состав Безпятовской волости Зарайского уезда, проживало 195 жителей (99 мужчин, 96 женщин), насчитывалось 32 двора.
С 1929 года — населённый пункт в составе Озёрского района Коломенского округа Московской области. С 1930-го, в связи с упразднением округа, — в составе Озёрского района Московской области.
В 1939 году селение передано Полурядниковскому сельсовету, а в начале 1950-х гг. из Полурядниковского в Клишинский сельсовет.
С 1959 по 1969 год, в связи с упразднением Озёрского района, Свиридоново входило в состав Коломенского района.
С 1994 по 2006 год — деревня Клишинского сельского округа.